# Gangs of London (série télévisée)
Gangs of London est une série télévisée britannique créée par Gareth Evans et Matt Flannery, produite par Pulse Films & Sister Pictures, et diffusée depuis le 23 avril 2020 sur Sky Atlantic.
Il s'agit d'une adaptation libre du jeu vidéo du même titre, issu de la franchise The Getaway.
En France, la série est diffusée à partir du 15 novembre 2020 sur StarzPlay et depuis le 29 mai 2023 sur Canal+. Elle reste inédite dans les autres pays francophones.

## Synopsis
Pendant 20 ans, Finn Wallace (Colm Meaney) s'est imposé, avec son associé Ed Dumani (Lucian Msamati), comme le criminel le plus puissant de Londres, avec des milliards de livres transitant chaque année dans son organisation. Lorsqu'il est assassiné, son fils, l'impulsif Sean (Joe Cole), est désigné pour lui succéder avec le soutien du clan Dumani. Il est dès lors déterminé à découvrir la vérité autour la mort de son père, quitte à employer la violence pour obtenir des réponses, provoquant des répercussions dans le monde du crime international comprenant la mafia albanaise dirigée par Luan Dushaj, les combattants de la liberté kurdes, le crime organisé du Pakistan, les gens du voyage gallois et diverses autres organisations criminelles.
Au centre de cette spirale infernale, un nouveau venu nommé Elliot Finch (Sope Dirisu), au premier abord simple homme de main de la famille Wallace, porte un intérêt tout particulier à la famille criminelle la plus importante de la capitale anglaise et tente de se rapprocher de Sean.

## Fiche technique
- Titre original et français : Gangs of London
- Création : Gareth Evans, Matt Flannery
- Réalisation : Gareth Evans, Xavier Gens, Corin Hardy
- Scénario : Peter Berry, Gareth Evans, Claire Wilson, Lauren Sequeira, Matt Flannery, Joe Murtagh
- Photographie : Barny Crocker, Paul Andrew, Will Baldy
- Musique : Aria Prayogi, Fajar Yuskemal
- Production : Hugh Warren, Thomas Benski, Ed Talfan, Lucas Ochoa, Jane Featherstone, Aria Prayogi, Gabriel Silver, Matt Flannery
- Sociétés de production : Sky Studios, Sister Pictures, Pulse Films, AMC
- Sociétés de distribution : Sky Atlantic, AMC
- Pays d'origine :  Royaume-Uni
- Lieu de tournage : Angleterre
- Langue originale : anglais
- Genre : Action, Drame, Thriller, Policier
- Durée : 60 minutes + 1 x 90 minutes
- Dates de diffusion : 23 avril 2020 - En cours

## Distribution

### Famille Wallace
- Joe Cole (VFB : Alexandre Crépet) : Sean Wallace, plus jeune fils de Marian et Finn Wallace, héritier de son empire criminel.
- Michelle Fairley (VFB : France Bastoen) : Marian Wallace, épouse de Finn Wallace.
- Valene Kane (VFB : Marie Braam) : Jacqueline Robinson, fille enceinte de Finn et Marian Wallace et médecin urgentiste. Elle prend ses distances avec les Wallace en raison de leurs liens avec le crime organisé qui, selon elle, pourrait affecter la sécurité de son futur enfant.
- Brian Vernel (VFB : Pierre Le Bec) : Billy Wallace, héroïnomane en convalescence, fils aîné de Finn et Marian Wallace.
- Colm Meaney (VFB : Daniel Nicodème) : Finn Wallace, chef du syndicat du crime organisé de Londres[1].

### Famille Dumani
- Lucian Msamati (en) (VFB : Benoît Van Dorslaer) : Edward « Ed » Dumani, ex associé de Finn Wallace.
- Paapa Essiedu (VFB : Maxime Van Santfoort) : Alexander « Alex » Dumani, fils d'Ed Dumani.
- Pippa Bennett-Warner (en) (VFB : Sophie Pyronnet) : Shannon Dumani, mère célibataire et fille d'Ed Dumani.

### Famille Finch
- Sope Dirisu (VFB : Nicolas Matthys) : Elliot Finch, homme de main des Wallace.
- Jude Akuwudike (VFB : Laurent Van Wetter) : Charlie Carter, ancien boxeur et père d'Elliot Finch.

### Kurdes
- Narges Rashidi (VFB : Myriem Akheddiou) : Lale, militante kurde du PKK qui importe et supervise la vente d'héroïne dans certaines parties de Londres.

### Police
- Jing Lusi (en) (VFB : Ludivine Deworst) : Victoria « Vicky » Chung, inspectrice de la police du Grand Londres.
- Garry Cooper : John Harks, inspecteur en chef de la police du Grand Londres.

### Albanais
- Orli Shuka (en) (VFB : Erwin Grünspan (saison 1) puis Jean-François Rossion (saison 2)) : Luan Dushaj, chef de la mafia albanaise.
- Neb Basani : Tarik Gjelaj, bras droit de Luan, homme de main albanais.

### Pakistanais
- Asif Raza Mir (en) (VFB : Patrick Waleffe) : Asif Afridi, cheville ouvrière pakistanaise de l'héroïne et père de Nasir Afridi.
- Parth Thakerar (VFB : Maxime Donnay) : Nasir Afridi, politicien en lice pour le maire de Londres et fils d'Asif Afridi.

### Gens du voyage gallois
- Mark Lewis Jones (VFB : Jean-Michel Vovk) : Kinney Edwards, chef d'un groupe de gens du voyage gallois.
- Richard Harrington (VFB : Stany Mannaert) : Mal, lieutenant de Kinney Edwards.
- Aled ap Steffan (VFB : Brieuc Lemaire) : Darren Edwards, fils de Kinney Edwards

### Autres personnages
- Adrian Bower (VFB : Franck Dacquin) : Mark, homme de main des Wallace.
- Emmett J. Scanlan (en) (VFB : Gaëtan Wenders) : Jack O'Doherty, chauffeur de Finn Wallace.
- David Bradley (VFB : Michel Hinderyckx) : Jim
- Ray Panthaki (en) (VFB : Jean-Marc Delhausse) : Jevan Kapadia
- David Avery : Anthony
- Constantine Gregory (en) : Molotok
- Scott James : Scott
- Aksel Ustun : Hekar
- Taye Matthew : Danny
- Arta Dobroshi (VFB : Valérie Muzzi) : Floriana
- Mads Koudal : Leif
- Waleed Zuaiter (VFB : Michelangelo Marchese) : Koba
Version française
  - Studio de doublage : Iyuno
  - Direction artistique : Jean-Marc Delhausse
  - Adaptation des dialogues : Daniel Danglard

## Production

### Développement
Le 22 novembre 2017, Deadline annonce que Gareth Evans, connu pour avoir réalisé The Raid, développe une série pour Cinemax et Sky Atlantic, prévue pour sortir en 2019. La série sortira finalement le 23 avril 2020 sur la chaîne Sky Atlantic. Après la fermeture de Cinemax par WarnerMedia, la série est déplacée sur le service de streaming d'AMC, AMC+, à la date du 1er octobre 2020.
Le 24 juin 2020, après le succès et le bon accueil de la série, Sky Atlantic renouvelle la série pour une deuxième saison, annoncée pour 2022.

### Tournage
Pendant le tournage, la production s'est rendue à St Clere Estate dans le Kent pour mettre en scène un campement et à Dartford pour filmer une scène de hors-bord près du pont Queen Elizabeth II. Une scène de conduite a également été tournée sur Pilgrim's Way.

## Épisodes

### Première saison (2020)
Les épisodes, sans titre, sont numérotés de un à neuf.

### Deuxième saison (2022)
Une deuxième saison de huit épisodes a été mise en ligne le 20 octobre 2022.

### Troisième saison (2025)
Une troisième saison de 8 épisode a été mise en ligne le 20 mars 2025.

## Réception
Sur Rotten Tomatoes, la série détient une cote d'approbation de 91%. GQ a dit que c'est « une série qu'il a un début fort pour être la meilleure série de l'été. ».
La série est devenue le deuxième plus grand lancement dramatique original de Sky Atlantic, avec une audience cumulée de sept jours de 2,23 millions de téléspectateurs pour l'épisode d'ouverture.